# Кудеря Ігор Станіславович
І́гор Станісла́вович Куде́ря (16 жовтня 1990-30 жовтня 2014) — працівник МВС України.
Охоронник взводу роти охорони спеціальний підрозділ міліції охорони «Титан», управління Державної служби охорони при Головному управлінні МВС України, Дніпропетровська область.
30 жовтня 2014-го вночі невідомі з гранатомета та автоматів обстріляли автомобіль інкасаторів, в якому заживо згоріли чотири людини — співробітники УДСО Ігор Кудеря, Михайло Соколенко, інкасатори банку Сторчак Роман та Шрам Віталій. По тому злочинці забрали гроші з сейфа та зникли в невідомому напрямі.
31 жовтня похований в Дніпропетровську.

## Нагороди
За особисту мужність і героїзм, виявлені у захисті державного суверенітету та територіальної цілісності України, вірність військовій присязі нагороджений
- орденом За мужність III ступеня (19.12.2014, посмертно)